# Greenhill (Harrow)
Pour les articles homonymes, voir Greenhill.
Greenhill est une zone anglaise située au nord-ouest de Londres, dans le borough londonien de Harrow.